# Windward Islands

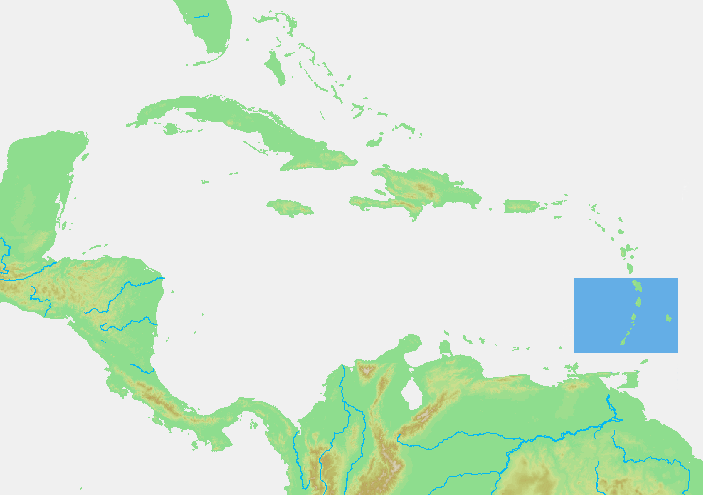
Windward Islands, zasięg mniejszy

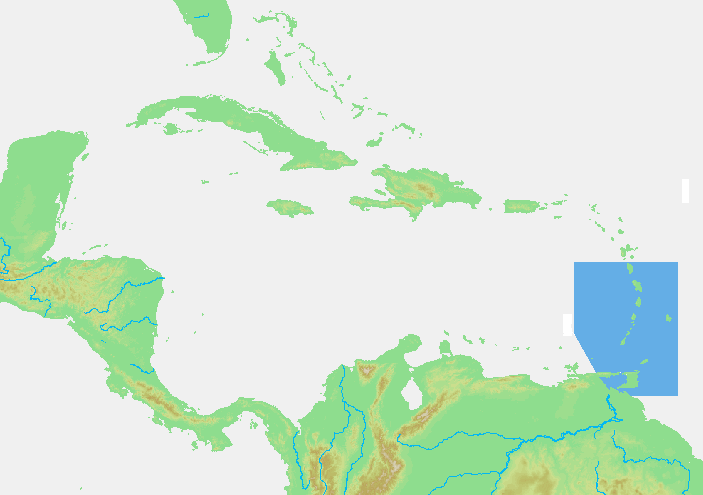
Windward Islands, zasięg większy

Windward Islands – grupa wysp w obrębie Małych Antyli nazywana dawniej po polsku Wyspy Zawietrzne, południowa część Wysp Nawietrznych.
Wyspy te w polskim nazewnictwie geograficznym od roku 1959 do 2011 nosiły oficjalną nazwę Wyspy Zawietrzne (o znaczeniu przeciwnym niż tłumaczenie nazwy angielskiej). 20 kwietnia 2011 KSNG zastąpiła je nazwą Wyspy Nawietrzne. Równocześnie zadecydowano o odejściu od nomenklatury angielskiej dzielącej wyspy na Leeward Islands (Wyspy Dziewicze, Anguilla, Antigua i Barbuda, Saint Kitts i Nevis, Montserrat) i Windward Islands (Dominika, Martynika, Saint Lucia, Saint Vincent i Grenadyny, Grenada). 
W zależności od opracowania do Winward Islands czasem zaliczane są Trynidad, Tobago, Barbados